# PTX, Vol. IV - Classics
| Recensione    | Giudizio |
| ------------- | -------- |
| MelodicaMente | 4/5      |

PTX, Vol. IV è un EP del gruppo a cappella Pentatonix, che è stato pubblicato il 7 aprile 2017 dalla RCA Records.
Il 17 marzo 2017, il gruppo, attraverso l'account Twitter ufficiale, ha pubblicato la lista completa delle tracce presenti nell'EP.

## Tracce
1. Bohemian Rhapsody – 5:56
2. Imagine – 4:21
3. Boogie Woogie Bugle Boy – 2:18
4. Over The Rainbow – 3:54
5. Take On Me – 3:29
6. Can't Help Falling In Love – 2:58
7. Jolene (feat. Dolly Parton) – 2:12